# UCI Professional Continental Teams
UCI Professional Continental Teams (od sezonu 2020 UCI ProTeams) – druga w hierarchii dywizja profesjonalnych zespołów kolarskich.

## Rejestracja zespołów
Rejestracji zespołów w poszczególnych dywizjach, w tym w UCI Professional Continental Teams, dokonuje przed każdym sezonem Międzynarodowa Unia Kolarska. Rejestracja jest dokonywana po sprawdzeniu złożonych dokumentacji przez poszczególne grupy.

## Wyścigi
Zespoły z dywizji UCI Professional Continental Teams mogą wziąć udział w wyścigach:
- UCI World Tour – startuje grupa, która od organizatora wyścigu otrzyma zaproszenie (tzw. "dzika karta").
- UCI Europe Tour – wszystkie w wyścigach kategorii: 1.HC, 2.HC, 1.1, 2.1; tylko zarejestrowane w kraju wyścigu w wyścigach kategorii: 1.2 i 2.2.
- UCI America Tour, UCI Asia Tour, UCI Oceania Tour i UCI Africa Tour – wszystkie w wyścigach kategorii: 1.HC, 2.HC, 1.1, 2.1, 1.2 i 2.2.

## Lista ekip UCI Professional Continental Teams w poszczególnych sezonach

### 2006
- 3 Molinos Resort
- Acqua & Sapone
- Agritubel
- Andalucía-Paul Versan
- Androni Giocatolli-3C Casalinghi
- Barloworld
- Ceramica Flaminia
- Ceramica Panaria-Navigare
- Chocolade Jacques-Topsport Vlaanderen
- Comunidad Valenciana
- Elk Haus-Simplon
- HealthNet-Maxxis
- Intel-Action
- Kaiku
- L.P.R.
- Landbouwkrediet-Colnago
- Miche
- Naturino-Sapore di Mare
- Navigators Insurance
- Relax-GAM
- Selle Italia-Diquigiovanni
- Skil-Shimano
- Wiesenhof-AKUD
- Tenax Salmilano
- Unibet.com
- Volksbank-Vorarlberg

### 2008
- Elk Haus-Simplon
- Team Volksbank
- Landbouwkrediet-Tonissteiner
- Topsport Vlaanderen
- PSK Whirlpool-Author
- Andalucía-CajaSur
- Grupo Nicolas Mateos-Murcia
- Karpin Galicia
- Mitsubishi-Jartazi
- Agritubel
- Barloworld
- CSF Group Navigare
- LPR Barakes
- Ceramica Flaminia

### 2011
- Acqua & Sapone
- Androni Giocattoli
- Andalucía-Caja Granada
- Bretagne-Schuller
- Caja Rural
- CCC Polsat Polkowice
- Cofidis, le Crédit en Ligne
- Colnago-CSF Inox
- Colombia es Pasión-Café de Colombia
- De Rosa-Ceramica Flaminia
- Team Europcar
- Farnese Vini-Neri Sottoli
- FDJ
- Geox-TMC
- Landbouwkrediet
- Team NetApp
- Saur-Sojasun
- Skil-Shimano
- SpiderTech-C10
- Topsport Vlaanderen-Mercator
- Team Type 1-Sanofi Aventis
- UnitedHealthcare Professional Cycling Team
- Veranda's Willems-Accent

### 2012
- Accent.jobs-Willems Veranda's
- Acqua & Sapone
- Andalucía
- Androni Giocattoli-Venezuela
- Argos-Shimano
- Bretagne-Schuller
- Caja Rural
- Champion System Pro Cycling Team
- Cofidis, le Crédit en Ligne
- Colombia-Coldeportes
- Colnago-CSF-Inox
- Landbouwkrediet-Euphony
- Farnese Vini-Selle Italia
- RusVelo
- Saur-Sojasun
- Team Europcar
- Team NetApp
- Team SpiderTech powered by C10
- Team Type 1-Sanofi
- Topsport Vlaanderen-Mercator
- UnitedHealthcare Professional Cycling Team
- Utensilnord-Named

### 2014
- Androni Giocattoli-Venezuela
- Bardiani-CSF
- Bretagne-Séché Environnement
- Caja Rural-Seguros RGA
- CCC Polsat Polkowice
- Cofidis, Solutions Crédits
- Colombia
- Drapac Professional Cycling
- IAM Cycling
- MTN-Qhubeka
- Neri Sottoli
- RusVelo
- Team NetApp-Endura
- Team Novo Nordisk
- Topsport Vlaanderen-Baloise
- UnitedHealthcare Professional Cycling Team
- Wanty-Groupe Gobert

### 2015
- Androni-Sidermec
- Bardiani-CSF
- Bora-Argon 18
- Bretagne-Séché Environnement
- Caja Rural-Seguros RGA
- CCC Sprandi Polkowice
- Cofidis, Solutions Crédits
- Colombia
- Cult Energy Pro Cycling
- Drapac Professional Cycling
- Team Europcar
- MTN-Qhubeka
- Nippo-Vini Fantini
- Team Novo Nordisk
- Roompot-Oranje Peloton
- RusVelo
- Southeast Pro Cycling
- Topsport Vlaanderen-Baloise
- UnitedHealthcare Professional Cycling Team
- Wanty-Groupe Gobert

### 2016
| Kod UCI | Oficjalna nazwa grupy                      | Państwo           |
| ------- | ------------------------------------------ | ----------------- |
| ANS     | Androni Giocattoli-Sidermec                | Włochy            |
| BRD     | Bardiani-CSF                               | Włochy            |
| BOA     | Bora-Argon 18                              | Niemcy            |
| CJR     | Caja Rural-Seguros RGA                     | Hiszpania         |
| CCC     | CCC Sprandi Polkowice                      | Polska            |
| COF     | Cofidis, Solutions Crédits                 | Francja           |
| DMP     | Delko-Marseille Provence KTM               | Francja           |
| DEN     | Direct Énergie                             | Francja           |
| DPC     | Drapac Professional Cycling                | Australia         |
| FVC     | Fortuneo-Vital Concept                     | Francja           |
| FSC     | Funvic Soul Cycles-Carrefour               | Brazylia          |
| GAZ     | Gazprom-RusVelo                            | Rosja             |
| NIP     | Nippo-Vini Fantini                         | Włochy            |
| ONE     | ONE Pro Cycling                            | Wielka Brytania   |
| ROO     | Roompot-Oranje Peloton                     | Holandia          |
| SSG     | Stölting Service Group                     | Niemcy            |
| TNN     | Team Novo Nordisk                          | Stany Zjednoczone |
| ROT     | Team Roth                                  | Szwajcaria        |
| TSV     | Topsport Vlaanderen-Baloise                | Belgia            |
| UHC     | UnitedHealthcare Professional Cycling Team | Stany Zjednoczone |
| VAT     | Verva ActiveJet Pro Cycling Team           | Polska            |
| WGG     | Wanty-Groupe Gobert                        | Belgia            |
| WIL     | Wilier Triestina-Southeast                 | Włochy            |

### 2017
| Kod UCI | Oficjalna nazwa grupy                      | Państwo           |
| ------- | ------------------------------------------ | ----------------- |
| ANS     | Androni-Sidermec-Bottecchia                | Włochy            |
| ABS     | Aqua Blue Sport                            | Irlandia          |
| BRD     | Bardiani-CSF                               | Włochy            |
| CJR     | Caja Rural-Seguros RGA                     | Hiszpania         |
| CCC     | CCC Sprandi Polkowice                      | Polska            |
| COF     | Cofidis, Solutions Crédits                 | Francja           |
| DMP     | Delko-Marseille Provence KTM               | Francja           |
| DEN     | Direct Énergie                             | Francja           |
| TFO     | Fortuneo-Oscaro                            | Francja           |
| GAZ     | Gazprom-RusVelo                            | Rosja             |
| ICA     | Israel Cycling Academy                     | Izrael            |
| MZN     | Manzana Postobón Team                      | Kolumbia          |
| NIP     | Nippo-Vini Fantini                         | Włochy            |
| RNL     | Roompot-Nederlandse Loterij                | Holandia          |
| SOU     | Soul Brasil Pro Cycling Team               | Brazylia          |
| SVB     | Sport Vlaanderen-Baloise                   | Belgia            |
| TNN     | Team Novo Nordisk                          | Stany Zjednoczone |
| UHC     | UnitedHealthcare Professional Cycling Team | Stany Zjednoczone |
| VWC     | Veranda's Willems-Crelan                   | Belgia            |
| WGG     | Wanty-Groupe Gobert                        | Belgia            |
| WVA     | WB Veranclassic Aquality Protect           | Belgia            |
| WIL     | Wilier Triestina-Selle Italia              | Włochy            |

### 2018
| Kod UCI | Oficjalna nazwa grupy                      | Państwo           |
| ------- | ------------------------------------------ | ----------------- |
| ANS     | Androni Giocattoli-Sidermec                | Włochy            |
| ABS     | Aqua Blue Sport                            | Irlandia          |
| BRD     | Bardiani-CSF                               | Włochy            |
| BBH     | Burgos-BH                                  | Hiszpania         |
| CJR     | Caja Rural-Seguros RGA                     | Hiszpania         |
| CCC     | CCC Sprandi Polkowice                      | Polska            |
| COF     | Cofidis, Solutions Crédits                 | Francja           |
| DMP     | Delko-Marseille Provence KTM               | Francja           |
| TDE     | Direct Énergie                             | Francja           |
| EUS     | Euskadi-Murias                             | Hiszpania         |
| GAZ     | Gazprom-RusVelo                            | Rosja             |
| HBA     | Hagens Berman Axeon                        | Stany Zjednoczone |
| HCA     | Holowesko/Citadel p/b Arapahoe Resources   | Stany Zjednoczone |
| ICA     | Israel Cycling Academy                     | Izrael            |
| MZN     | Manzana Postobón Team                      | Kolumbia          |
| NIP     | Nippo-Vini Fantini-Europa Ovini            | Włochy            |
| RLY     | Rally Cycling                              | Stany Zjednoczone |
| RNL     | Roompot-Nederlandse Loterij                | Holandia          |
| SVB     | Sport Vlaanderen-Baloise                   | Belgia            |
| FST     | Fortuneo-Samsic                            | Francja           |
| TNN     | Team Novo Nordisk                          | Stany Zjednoczone |
| UHC     | UnitedHealthcare Professional Cycling Team | Stany Zjednoczone |
| VWC     | Veranda's Willems-Crelan                   | Belgia            |
| VCC     | Vital Concept Cycling Club                 | Francja           |
| WGG     | Wanty-Groupe Gobert                        | Belgia            |
| WVA     | WB Aqua Protect Veranclassic               | Belgia            |
| WIL     | Wilier Triestina-Selle Italia              | Włochy            |

### 2019
| Kod UCI | Oficjalna nazwa grupy         | Państwo           |
| ------- | ----------------------------- | ----------------- |
| ANS     | Androni Giocattoli-Sidermec   | Włochy            |
| BRD     | Bardiani-CSF                  | Włochy            |
| BBH     | Burgos-BH                     | Hiszpania         |
| CJR     | Caja Rural-Seguros RGA        | Hiszpania         |
| COF     | Cofidis, Solutions Crédits    | Francja           |
| COC     | Corendon-Circus               | Belgia            |
| DMP     | Delko-Marseille Provence      | Francja           |
| EUS     | Euskadi-Murias                | Hiszpania         |
| GAZ     | Gazprom-RusVelo               | Rosja             |
| HBA     | Hagens Berman Axeon           | Stany Zjednoczone |
| ICA     | Israel Cycling Academy        | Izrael            |
| MZN     | Manzana Postobón Team         | Kolumbia          |
| NSK     | Neri Sottoli-Selle Italia-KTM | Włochy            |
| NIP     | Nippo-Vini Fantini-Faizanè    | Włochy            |
| RLY     | Rally UHC Cycling             | Stany Zjednoczone |
| RIW     | Riwal Readynez                | Dania             |
| ROC     | Roompot-Charles               | Holandia          |
| SVB     | Sport Vlaanderen-Baloise      | Belgia            |
| PCB     | Arkéa-Samsic                  | Francja           |
| TNN     | Team Novo Nordisk             | Stany Zjednoczone |
| TDE     | Total Direct Énergie          | Francja           |
| VCB     | Vital Concept-B&B Hotels      | Francja           |
| W52     | W52-FC Porto                  | Portugalia        |
| WVA     | Wallonie Bruxelles            | Belgia            |
| WGG     | Wanty-Gobert                  | Belgia            |

### 2020
| Kod UCI | Oficjalna nazwa grupy        | Państwo           |
| ------- | ---------------------------- | ----------------- |
| AFC     | Alpecin-Fenix                | Belgia            |
| ANS     | Androni Giocattoli-Sidermec  | Włochy            |
| BVC     | B&B Hotels-Vital Concept     | Francja           |
| BCF     | Bardiani CSF Faizanè         | Włochy            |
| WVA     | Bingoal WB                   | Belgia            |
| BBH     | Burgos-BH                    | Hiszpania         |
| CJR     | Caja Rural-Seguros RGA       | Hiszpania         |
| CWG     | Circus-Wanty Gobert          | Belgia            |
| FOR     | Euskaltel-Euskadi            | Hiszpania         |
| GAZ     | Gazprom-RusVelo              | Rosja             |
| NDP     | Nippo-Delko One Provence     | Francja           |
| RLY     | Rally Cycling                | Stany Zjednoczone |
| RIW     | Riwal Securitas Cycling Team | Dania             |
| SVB     | Sport Vlaanderen-Baloise     | Belgia            |
| ARK     | Team Arkéa-Samsic            | Francja           |
| TNN     | Team Novo Nordisk            | Stany Zjednoczone |
| TDE     | Total Direct Énergie         | Francja           |
| UXT     | Uno-X Pro Cycling Team       | Norwegia          |
| THR     | Vini Zabù-Brado-KTM          | Włochy            |

### 2021
| Kod UCI | Oficjalna nazwa grupy       | Państwo           |
| ------- | --------------------------- | ----------------- |
| AFC     | Alpecin-Fenix               | Belgia            |
| ANS     | Androni Giocattoli-Sidermec | Włochy            |
| BBK     | B&B Hotels p/b KTM          | Francja           |
| BCF     | Bardiani CSF Faizanè        | Włochy            |
| BWB     | Bingoal Pauwels Sauces WB   | Belgia            |
| BBH     | Burgos-BH                   | Hiszpania         |
| CJR     | Caja Rural-Seguros RGA      | Hiszpania         |
| DKO     | Delko                       | Francja           |
| EOK     | Eolo-Kometa                 | Włochy            |
| EKP     | Equipo Kern Pharma          | Hiszpania         |
| EUS     | Euskaltel-Euskadi           | Hiszpania         |
| GAZ     | Gazprom-RusVelo             | Rosja             |
| RLY     | Rally Cycling               | Stany Zjednoczone |
| SVB     | Sport Vlaanderen-Baloise    | Belgia            |
| ARK     | Team Arkéa-Samsic           | Francja           |
| TNN     | Team Novo Nordisk           | Stany Zjednoczone |
| TEN     | Team TotalEnergies          | Francja           |
| UXT     | Uno-X Pro Cycling Team      | Norwegia          |
| THR     | Vini Zabù                   | Włochy            |

### 2022
| Kod UCI | Oficjalna nazwa grupy           | Państwo           |
| ------- | ------------------------------- | ----------------- |
| ADC     | Alpecin-Deceuninck              | Belgia            |
| BBK     | B&B Hotels-KTM                  | Francja           |
| BCF     | Bardiani CSF Faizanè            | Włochy            |
| BWB     | Bingoal Pauwels Sauces WB       | Belgia            |
| BBH     | Burgos-BH                       | Hiszpania         |
| CJR     | Caja Rural-Seguros RGA          | Hiszpania         |
| DRA     | Drone Hopper-Androni Giocattoli | Włochy            |
| EOK     | Eolo-Kometa                     | Włochy            |
| EKP     | Equipo Kern Pharma              | Hiszpania         |
| EUS     | Euskaltel-Euskadi               | Hiszpania         |
| HPM     | Human Powered Health            | Stany Zjednoczone |
| SVB     | Sport Vlaanderen-Baloise        | Belgia            |
| ARK     | Team Arkéa-Samsic               | Francja           |
| TNN     | Team Novo Nordisk               | Stany Zjednoczone |
| TEN     | Team TotalEnergies              | Francja           |
| UXT     | Uno-X Pro Cycling Team          | Norwegia          |

### 2023
| Kod UCI | Oficjalna nazwa grupy              | Państwo           |
| ------- | ---------------------------------- | ----------------- |
| BWB     | Bingoal WB                         | Belgia            |
| BEB     | Bolton Equities Black Spoke        | Nowa Zelandia     |
| BBH     | Burgos-BH                          | Hiszpania         |
| CJR     | Caja Rural-Seguros RGA             | Hiszpania         |
| COR     | Carratec Selle Italia              | Włochy            |
| EOK     | Eolo-Kometa                        | Włochy            |
| EKP     | Equipo Kern Pharma                 | Hiszpania         |
| EUS     | Euskaltel-Euskadi                  | Hiszpania         |
| GBF     | Green Project-Bardiani CSF-Faizanè | Włochy            |
| HPM     | Human Powered Health               | Stany Zjednoczone |
| IPT     | Israel-Premier Tech                | Izrael            |
| LTD     | Lotto Dstny                        | Belgia            |
| Q36     | Q36.5 Pro Cycling Team             | Szwajcaria        |
| TFB     | Team Flanders-Baloise              | Belgia            |
| TNN     | Team Novo Nordisk                  | Stany Zjednoczone |
| TEN     | Team TotalEnergies                 | Francja           |
| TUD     | Tudor Pro Cycling Team             | Szwajcaria        |
| UXT     | Uno-X Pro Cycling Team             | Norwegia          |

### 2024
| Kod UCI | Oficjalna nazwa grupy         | Państwo           |
| ------- | ----------------------------- | ----------------- |
| BWB     | Bingoal WB                    | Belgia            |
| BBH     | Burgos-BH                     | Hiszpania         |
| CJR     | Caja Rural-Seguros RGA        | Hiszpania         |
| COR     | Carratec Vini Fantini         | Włochy            |
| EKP     | Equipo Kern Pharma            | Hiszpania         |
| EUS     | Euskaltel-Euskadi             | Hiszpania         |
| IPT     | Israel-Premier Tech           | Izrael            |
| LTD     | Lotto Dstny                   | Belgia            |
| Q36     | Q36.5 Pro Cycling Team        | Szwajcaria        |
| TDT     | TDT-Unibet                    | Holandia          |
| TFB     | Team Flanders-Baloise         | Belgia            |
| TNN     | Team Novo Nordisk             | Stany Zjednoczone |
| PTK     | Team Polti Kometa             | Włochy            |
| TEN     | Team TotalEnergies            | Francja           |
| TUD     | Tudor Pro Cycling Team        | Szwajcaria        |
| UXT     | Uno-X Pro Cycling Team        | Norwegia          |
| VBF     | VF Group-Bardiani CSF-Faizanè | Włochy            |

## Polskie ekipy w dywizji UCI Professional Continental Teams w historii
- Verva ActiveJet Pro Cycling Team: 2005–2007, 2016
- CCC Sprandi Polkowice: 2010–2011, 2013–2018